# Io Sakisaka
Io Sakisaka (japanisch 咲坂 伊緒 Sakisaka Io; * 8. Juni 1975 in Tokio) ist eine japanische Mangaka.

## Werdegang und Werk
Die Mangas von Sakisaka wurden allesamt in Shōjo-Magazinen veröffentlicht, die sich an jugendliche Mädchen richten. Es handelt sich fast immer um romantische Geschichten, mal als Dramen oder Komödien und oft im Schulalltag angesiedelt. Ihr Debüt war die kurze Serie Call My Name aus dem Jahr 2001. Sie erzählt von Shōko und ihrem Geliebten Asakawa, der kurz zuvor noch mit einem anderen Mädchen zusammen war. Shōko zweifelt an seiner Liebe, da er sie nicht bei ihrem Namen rufen will. Es folgten einige weitere kurze Serien sowie Kurzgeschichten, die teils später in Sammelbänden erschienen. Sakisakas erste lange Serie war Strobe Edge, das von 2007 bis 2010 lief. Die Geschichte von einem Mädchen, das von ihrer Zuneigung zu zwei Mitschülern hin- und hergerissen ist, erschien ab 2013 auch auf Deutsch bei Tokyopop. Der Verlag brachte auch die späteren Serien Sakisakas heraus, darunter Blue Spring Ride. Der Manga dreht sich um ein Mädchen, das sich in der Oberschule ein neues Image geben will, damit aber ihre alte Liebe verprellt. 2014 kam die Geschichte als Anime verfilmt ins japanische Fernsehen. Von 2015 bis 2019 erschien dann Miracles of Love, zu dem 2020 ein Film in die japanischen Kinos kam. 
Neben ihrer Arbeit an Mangas war Sakisaka 2013 am Film Hal als Charakterdesignerin beteiligt.

## Bibliografie (Auswahl)
- Call My Name (2001, 1 Band)
- Bye-Bye, Little (2002, 1 Band)
- Watashi no Koibito (私の恋人, 2002–2003, 2 Bände)
- My World is You (君ばっかりの世界 Kimi Bakkari no Sekai, 2004, 1 Band, Kurzgeschichtensammlung)
- Gate of Planet (2005, 1 Band)
- Blue (2006, 1 Band)
- Strobe Edge (2007–2010, 10 Bände)
- Blue Spring Ride (アオハライド Ao Haru Ride, 2011–2015, 13 Bände)
- Miracles of Love (思い、思われ、ふり、ふられ Omoi, Omoware, Furi, Furare, 2015–2019, 12 Bände)
- Mascara Blues (2016, 1 Band, Kurzgeschichtensammlung)
- Sakura, Saku (サクラ、サク。, 2021–2023, 9 Bände)
- Yume ka Utsutsu ka (ユメかウツツか, seit 2024)